# Xã Pleasant View, Quận Macon, Illinois
Xã Pleasant View (tiếng Anh: Pleasant View Township) là một xã thuộc quận Macon, tiểu bang Illinois, Hoa Kỳ. Năm 2010, dân số của xã này là 1.481 người.